# Сафет Сушић
Сафет Сушић (Завидовићи, 13. април 1955), познат и као „Папе”, јесте бивши југословенски и босанскохерцеговачки фудбалер.

## Каријера
Каријеру је започео у Криваји из Завидовића, у којој је са 16 година почео да игра у првом тиму. Сезону 1972/73. почео је као играч ФК Сарајева, прво као јуниор, да би 3. августа 1973. дебитовао у првој постави сениора. У следећих десетак година и више од 200 одиграних утакмица за тим с Кошева постигао је 86 голова.
За репрезентацију Југославије дебитовао је 5. октобра 1977. у Будимпешти против Мађарске и постигао 2 гола. На следећој утакмици, против Румуније у Букурешту, постигао је први хет-трик, тј. 3 гола на утакмици. Следи још један против Италије у Загребу у јуну 1978, па још један против тадашњих светских првака, Аргентине, 2 месеца касније у Београду. 1979. изабран је за најбољег спортисту Босне и Херцеговине и за најбољег фудбалера Југославије. 1981. добија Шестоаприлску награду града Сарајева.
Почетком осамдесетих, 1982, Сафет прелази у Пари Сен Жермен, где је остао 9 година. У првенству Француске за ПСЖ је одиграо 287 утакмица и постигао 65 голова.
Фудбалску каријеру окончао је 1992. са 37 година играјући за француски Ред Стар.
Након играчке каријере почео је да ради као тренер. Тренирао је француски Кан и Евијан, турски Истанбулспор и клубове у Саудијској Арабији, да би 2009. преузео репрезентацију Босне и Херцеговине, која се под његовим вођством први пут у историји пласирала на неко велико такмичење, и то Светско првенство у Бразилу 2014. Ипак, у новембру 2014, због лоших резултата репрезентације на почетку квалификација за Европско првенство 2016, смењен је с функције селектора.
Сафетов старији брат Сеад такође је био репрезентативац Југославије.
Сушић је 2000. поводом прослављања 50 година УЕФА-е званично проглашен најбољим фудбалером Босне и Херцеговине у последњих пола века.